# Alchymista – Tajemství nesmrtelného Nikolase Flamela
Alchymista – Tajemství nesmrtelného Nikolase Flamela je první román z šesti beletristických knih fantasy série Tajemství nesmrtelného Nikolase Flamela. Napsal jej irský autor Michael Scott a poprvé byl vydán v květnu 2007. Alchymista je vytištěn ve 20 jazycích a je k dispozici v 37 zemích. Filmová práva na sérii byla prodána Lorenzovi di Bonaventura.

## Historické pozadí
Skutečnost: Nikolas Flamel je po sedmi stech letech stále uznáván jako největší alchymista své doby. Říká se, že objevil tajemství věčného života – záznamy ale dokládají, že umřel v roce 1418. Jeho hrobka je však prázdná.

## Námět
Legenda: Nikolas Flamel žije. Už staletí si vyrábí elixír života a recept na něj je ukryt v knize mága Abraháma. Flamel je strážcem této knihy. Pokud by se však dostala do nesprávných rukou, mohlo by to zničit současný svět. Přesně toto plánuje doktor John Dee, a proto usiluje o získání starého rukopisu. Zdá se, že lidem na ničem nezáleží, a možná pak už bude pozdě. Jestliže je výklad proroctví správný, pak jedině dvojčata Josh a Sofie Newmanovi mohou svět zachránit.

## Obsah díla
Josh pracuje na letní brigádě v knihkupectví v San Franciscu, hned naproti přes ulici si vydělává v kavárně jeho sestra-dvojče Sofie. Jejich život se rázem převrátí, když do knihkupectví vejde doktor John Dee a chce po šéfu Joshe Nickovi Flemingovi, aby mu vydal knihu mága Abraháma – Kodex. Nick mu Kodex dát nechce, a tak začne kouzelnický souboj. Dvojčata zjistí, že Nick Fleming je vlastně legendární Nikolas Flamel, a vstoupí do světa magie, starobylých bytostí, jako je třeba Hekaté, Bastet nebo Morrigana a jejich dětí druhé generace, jako je třeba upírka Scathach. Nikolas chce najít svojí ženu Perenelu, kterou Dee unesl. Bojují v Hekatině říši proti statisícům vraních a kočičích mužů, mezitím Hekaté stačí probudit Sofiiny kouzelné schopnosti. Hekaté ale následně zemře, jelikož Dee zmrazil Ygdrasil, Hekatin dům ze stromu, Exkalibrem. Nikolas, Scathach a dvojčata uprchnou do Oaji za čarodějkou z Endoru, která ovládá magii vzduchu a předá své kouzelné schopnosti i vzpomínky a vědomosti Sofii. Dee mezitím najde Joshe a probudí armádu nemrtvých, jen aby získal poslední dvě stránky Kodexu, které Josh vytrhl při souboji Flamel vs Dee v San Franciscu. Všichni se nakonec zachrání, když vstoupí energetickou bránou z Oaji do Paříže.